# María Teresa Valeiras
María Teresa Valeiras (Buenos Aires, 19 de diciembre de 1896–San Fernando, 30 de octubre de 1975) fue una artista argentina dedicada al dibujo y grabado.

## Biografía
Nació en Buenos Aires el 19 de diciembre de 1896. Luego de estudiar en la Academia Nacional de Bellas Artes, se graduó en 1918.
Expuso pinturas y grabados en el Salón Nacional de Buenos Aires. Al mismo tiempo se dedicó la docencia en escuelas de la capital argentina. En 1926 se casó con su compañero de estudio Lorenzo Gigli y migró a vivir en la ciudad natal de este, Recanati, Italia. En 1930 regresaron a Buenos Aires.
En 1927 nació su hija Adelaida Gigli y en 1932 nació Lorenzo A. L. Gigli.
Continuó su carrera artística participando de muestras y recibiendo premios.
En 1931 obtuvo el primer premio de grabado en el XIII Salón de Rosario con la obra Un Hogar.
Falleció en la ciudad de San Fernando el 30 de octubre de 1975.

## Colecciones
- Museo Castagnino+Macro, Rosario.
- Museo Provincial de Bellas Artes Emilio Pettoruti, La Plata.
- Museo Provincial de Bellas Artes Rosa Galisteo de Rodríguez, Santa Fe.